# Retrato de Seymour H. Knox

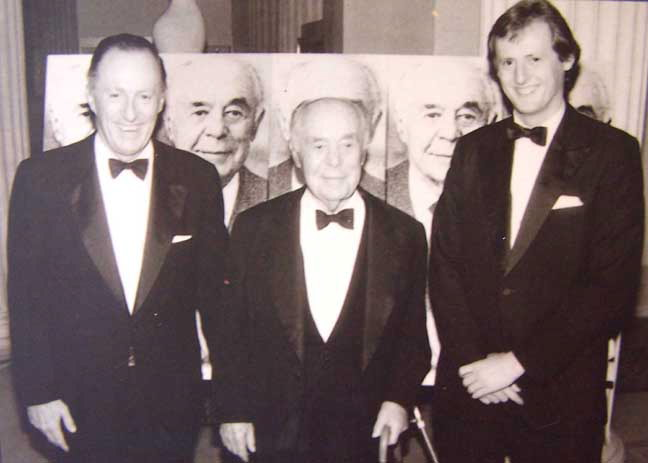
Seymour Knox III, II, y IV delante de Retrato de Seymour H. Knox

Retrato de Seymour H. Knox es un retrato realizado en el año 1985 por el artista estadounidense Andy Warhol de Seymour H. Knox II. 

## Descripción
Fue donado por las familias de sus dos hijos,  Seymour H. Knox III y Northrup R. Knox, a la Galería Albright-Knox Art en honor de Seymour H. Knox II por su 60 aniversario de contribución como miembro de la Academia de Bellas Artes de Búfalo.
La obra pertenece a una serie de retratos de celebridades que Warhol produjo en este estilo multicolor duplicado. Muchos estuvieron producidos en la década de 1960 en serigrafías.  Algunos de los retratos de celebridades importantes de este estilo incluyen los de Elvis Presley, Elizabeth Taylor, Marilyn Monroe, Jacqueline Kennedy, Mao Zedong y del mismo Andy Warhol. También produjo obras similares de varias otras celebridades menos conocidas.